# Віфельштеде
Віфельштеде (нім. Wiefelstede) — сільська громада в Німеччині, розташована в землі Нижня Саксонія. Входить до складу району Аммерланд.
Площа — 106,01 км2. Населення становить 16 167 ос. (станом на 31 грудня 2021).